# Комоцкий, Борис Олегович
Борис Олегович Комоцкий (род. 31 января 1956, Потсдам, ГДР) — российский политический деятель, учёный и журналист. Главный редактор газеты «Правда» с 2009 года. Член Президиума ЦК КПРФ с 2009 года, кандидат философских наук, доцент. Депутат Государственной думы РФ шестого и восьмого созыва.
Из-за вторжения России на Украину, находится под международными санкциями Евросоюза, США, Великобритании и ряда других стран

## Биография
Родился 31 января 1956 года в Потсдаме, ГДР, в семье военнослужащего Советской Армии, проходившего службу в Группе советских войск в Германии.
Школу окончил во Львове. В 1978 окончил философский факультет Московского государственного университета, преподавал научный коммунизм в ряде вузов.
В 1990 году участвовал в создании, а затем работе пресс-центра Верховного Совета РСФСР.
Работал в государственных органах, прессе, занимался научной деятельностью. Являлся заместителем директора Центра исследований политической культуры России.
С марта 1996 года — в группе консультантов и спичрайтеров Председателя ЦК КПРФ Г. Зюганова.
Специалист в области теорий общественного самоуправления, программатики партий и профсоюзов, избирательных технологий и PR-систем; автор и соавтор 7 монографий и брошюр, более 120 научных и публицистических работ; Был политическим обозревателем газеты «Наш континент».
С марта 2005 года — первый заместитель главного редактора газеты «Правда».
С 28 марта 2009 года член Президиума Центрального комитета КПРФ.
С апреля 2009 года — главный редактор газеты «Правда».
В декабре 2011 года избран депутатом Госдумы РФ шестого созыва от КПРФ по Калужско-Смоленскому округу. До 2016 года был депутатом, членом Комитета Госдумы РФ по делам СНГ и связям с соотечественниками.
В сентябре 2021 года избран депутатом Госдумы РФ восьмого созыва от КПРФ по федеральному списку. Членом Комитета Госдумы РФ по развитию Дальнего Востока и Арктики.
Из-за поддержки российской агрессии и нарушения территориальной целостности Украины во время российско-украинской войны находится под персональными международными санкциями всех стран Европейского союза, Великобритании, Соединенных Штатов Америки, Канады, Швейцарии, Австралии, Японии, Украины, Новой Зеландии.

## Личная жизнь
По собственным словам, женат вторым браком, имеет четверых взрослых детей.

## Награды
Лауреат премии Союза журналистов России за 1997 год.